# Ivanka pri Dunaji
Ivanka pri Dunaji ist eine Gemeinde in der Westslowakei mit 7247 Einwohnern (Stand 31. Dezember 2024) und ist eine der größten nichtstädtischen Gemeinden der Slowakei. Sie ist Teil des Okres Senec, einem Teil des Bratislavský kraj.

## Geographie

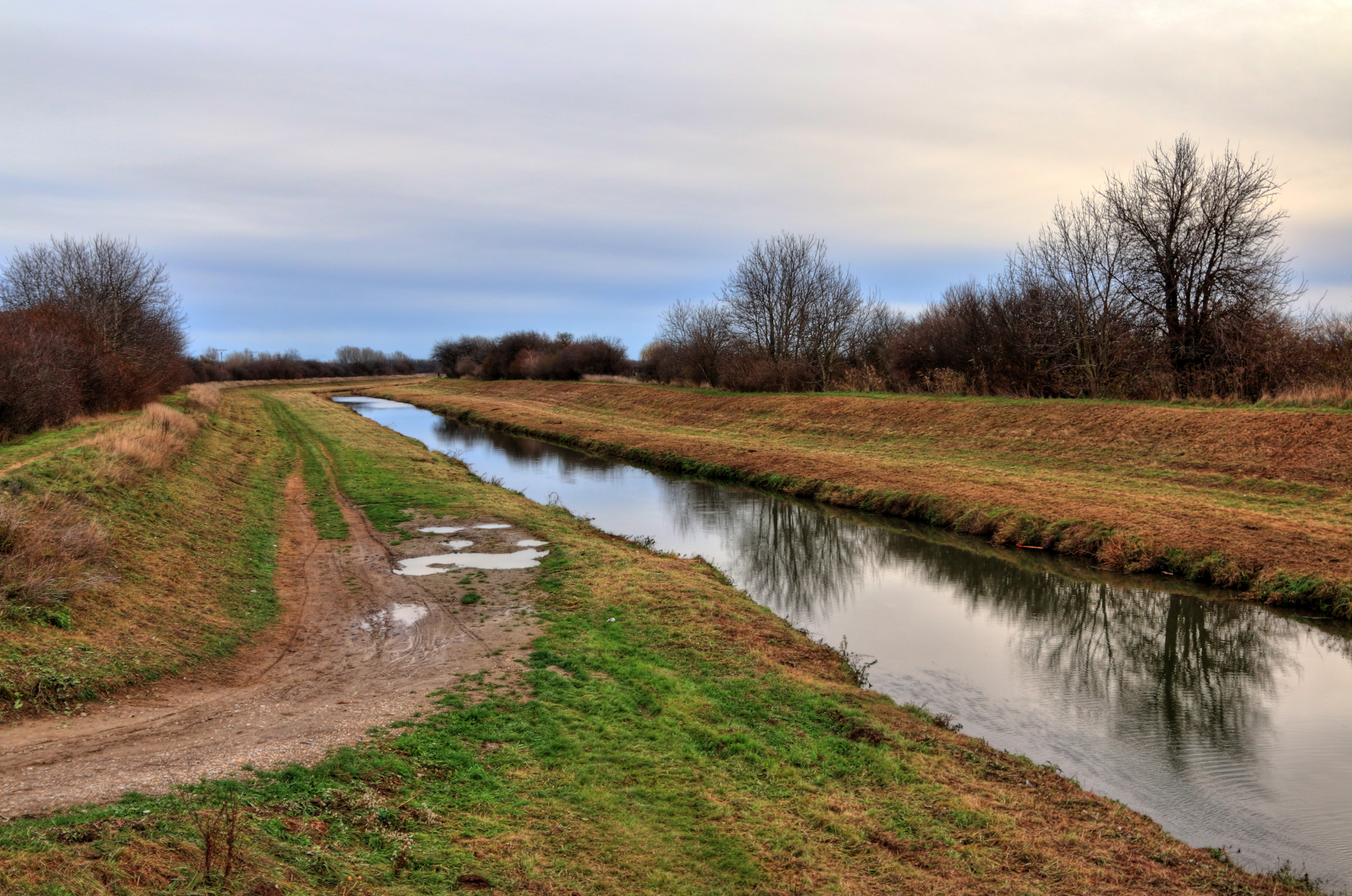
Der Šúrsky kanál bei Ivanka pri Dunaji

Die Gemeinde befindet sich im Westteil des slowakischen Donautiefland am Šúrsky kanál, der am Ort westlich fließt sowie zwischen der nördlich verlaufenden Čierna voda und der Kleinen Donau im Süden. Das Ortszentrum liegt auf einer Höhe von 140 m n.m. an der Grenze zur Stadt Bratislava (das Zentrum ist 12 km entfernt) und ist 14 km von Senec entfernt.
Der Ort Farná (deutsch Pfaffendorf, ungarisch Papfa) gehört seit 1932 zur Gemeinde.
Nachbargemeinden sind Chorvátsky Grob (Ortsteil Čierna Voda) im Norden, Bernolákovo im Nordosten und Osten, Malinovo und Zálesie im Südosten, Most pri Bratislave im Süden und Bratislava (Stadtteile Ružinov und Vajnory) im Südwesten, Westen und Nordwesten.

## Geschichte

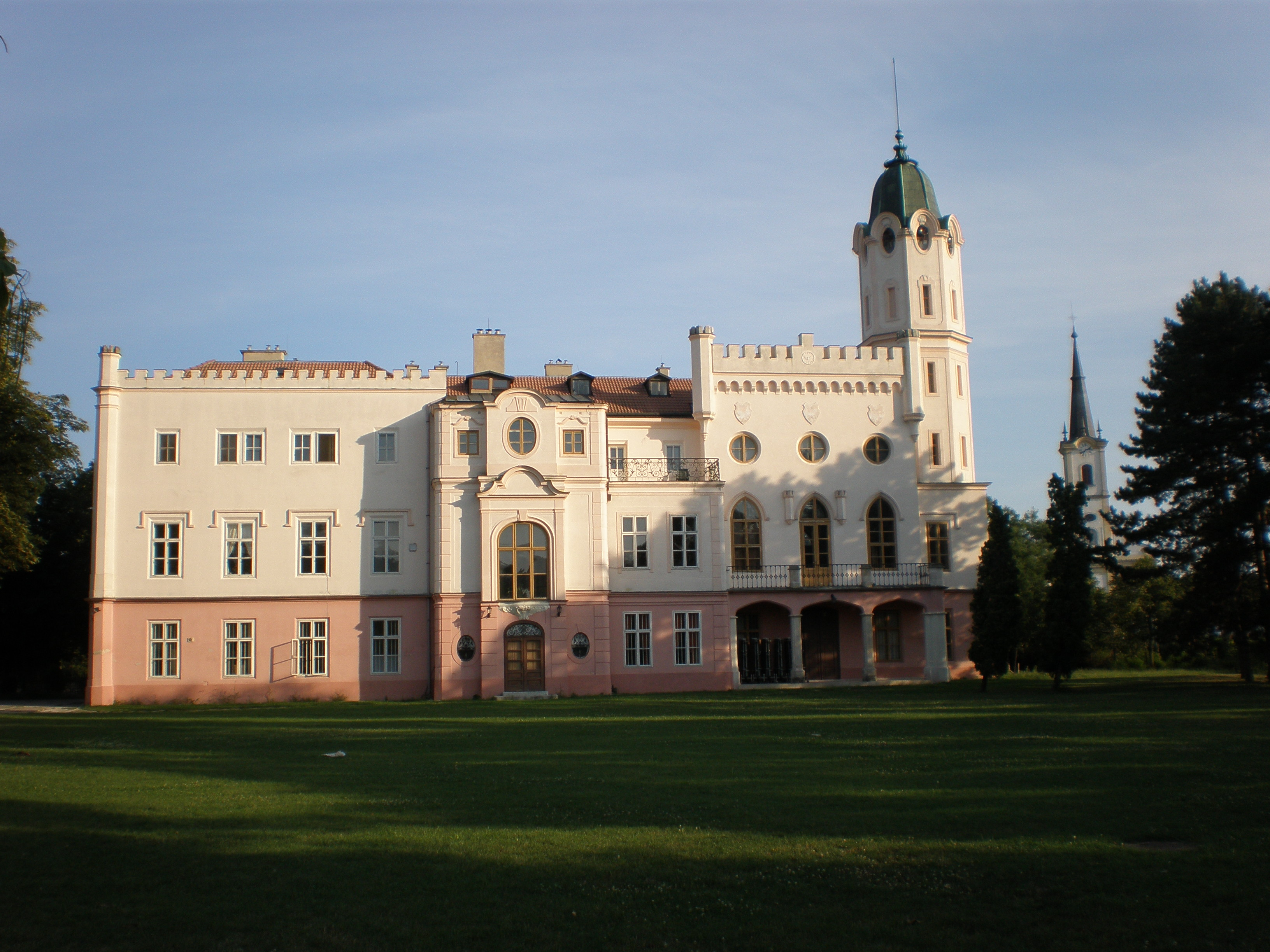
Landhaus und Kirche im Ort

Ivanka pri Dunaji wurde zum ersten Mal 1209 schriftlich als Iwand erwähnt. In diesem Jahr ging der Besitz von der Pressburger Burg zum comes Sebes aus dem späteren Haus der Grafen von St. Georgen und Bösing. 1553, als es in Ivanka drei Porta gab, gehörte der Ort zum Geschlecht Serédy, dann bis Mitte des 18. Jahrhunderts der Herrschaft von St. Georgen, gefolgt vom Geschlecht Grassalkovich und in der zweiten Hälfte des 19. Jahrhunderts Hunyadi. 1715 gab es eine Mühle und 18 Steuerzahler, 1828 zählte man 71 Häuser und 518 Einwohner, die als Landwirte beschäftigt waren. 
Bis 1918 gehörte der im Komitat Pressburg liegende Ort zum Königreich Ungarn und kam danach zur Tschechoslowakei beziehungsweise heute Slowakei. Der slowakische Politiker Milan Rastislav Štefánik starb am 4. Mai 1919, als seine Caproni Ca.33 bei der Gemeinde Ivanka pri Dunaji abstürzte.

### Ortsnamenentwicklung
Quelle:
| Zeitraum  | Slowakisch          | Ungarisch     | Deutsch             |
| --------- | ------------------- | ------------- | ------------------- |
| bis 1907  |                     | Iványi/Ivánka |                     |
| bis 1920  |                     | Pozsonyivánka |                     |
| bis 1927  | Bratislavská Ivánka |               |                     |
| bis 1948  | Ivánka pri Dunaji   |               | Iwanka an der Donau |
| seit 1948 | Ivanka pri Dunaji   |               |                     |

## Bevölkerung
| Jahr                | 1994 | 2004     | 2014     | 2024     |
| ------------------- | ---- | -------- | -------- | -------- |
| Anzahl der Personen | 4589 | 5402     | 6245     | 7247     |
| Unterschied         |      | +17,71 % | +15,60 % | +16,04 % |

| Jahr                | 2023 | 2024    |
| ------------------- | ---- | ------- |
| Anzahl der Personen | 7172 | 7247    |
| Unterschied         |      | +1,04 % |

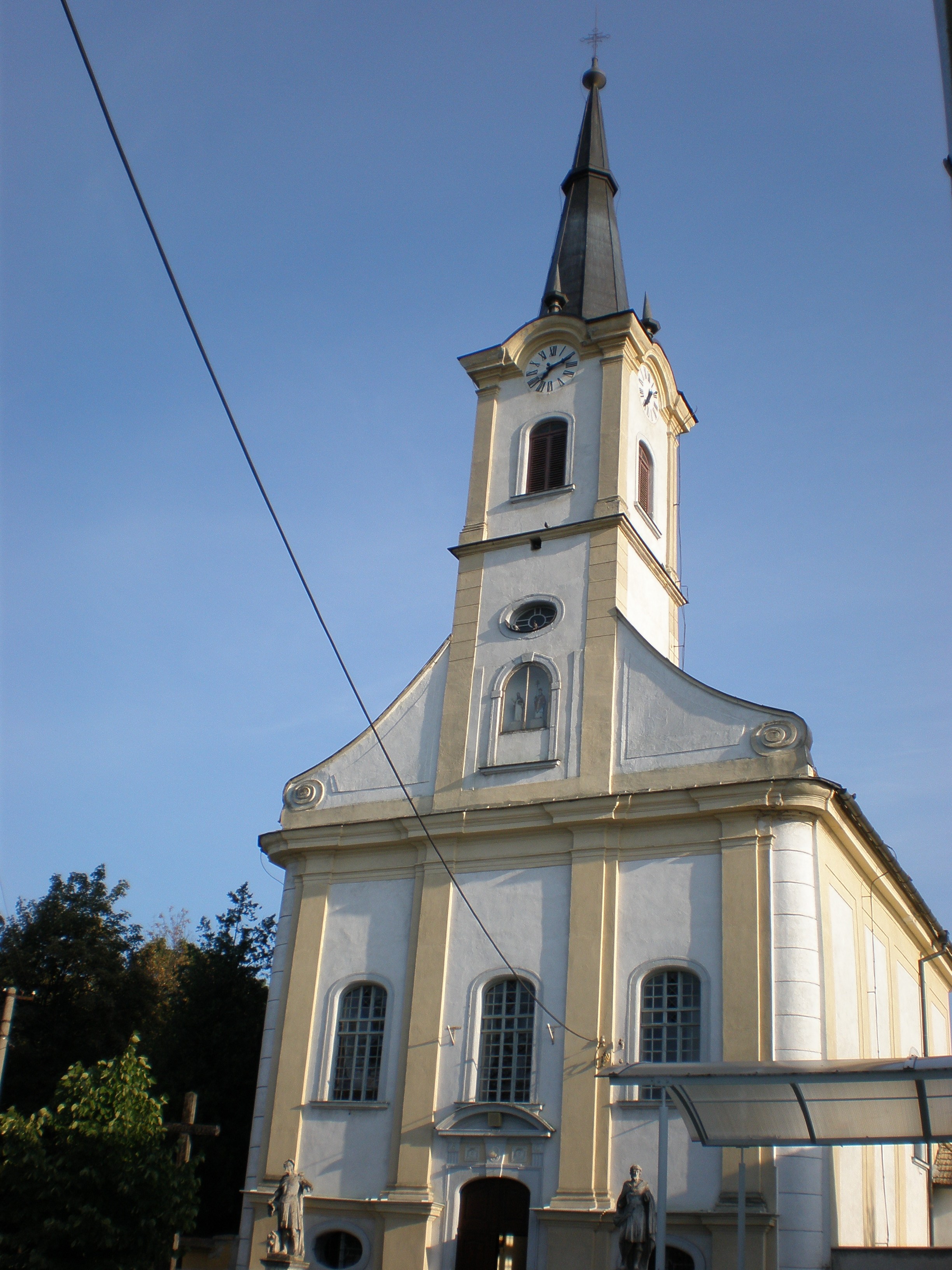
Kirche in Ivanka

Nach der Volkszählung 2011 wohnten in Ivanka pri Dunaji 5901 Einwohner, davon 5101 Slowaken, 45 Magyaren, 35 Tschechen, neun Ukrainer, jeweils acht Bulgaren und Russinen, sieben Deutsche, fünf Mährer, drei Kroaten, jeweils zwei Juden, Polen und Roma sowie ein Serbe. 39 Einwohner gaben eine andere Ethnie an und 634 Einwohner machten keine Angabe zur Ethnie.
3111 Einwohner bekannten sich zur römisch-katholischen Kirche, 207 Einwohner zur Evangelischen Kirche A. B., 71 Einwohner zur griechisch-katholischen Kirche, 38 Einwohner zu den Zeugen Jehovas, 18 Einwohner zu den christlichen Gemeinden, 16 Einwohner zur orthodoxen Kirche, jeweils 14 Einwohner zur evangelisch-methodistischen Kirche und zur reformierten Kirche, sieben Einwohner zur jüdischen Gemeinde, jeweils vier Einwohner zur Bahai-Religion und zur altkatholischen Kirche, drei Einwohner zu den Brethren, zwei Einwohner zur apostolischen Kirche sowie jeweils ein Einwohner zu den Baptisten, zu den Mormonen, zu den Siebenten-Tags-Adventisten und zur tschechoslowakischen hussitischen Kirche. 47 Einwohner bekannten sich zu einer anderen Konfession, 1473 Einwohner waren konfessionslos und bei 868 Einwohnern wurde die Konfession nicht ermittelt.

## Bauwerke und Denkmäler

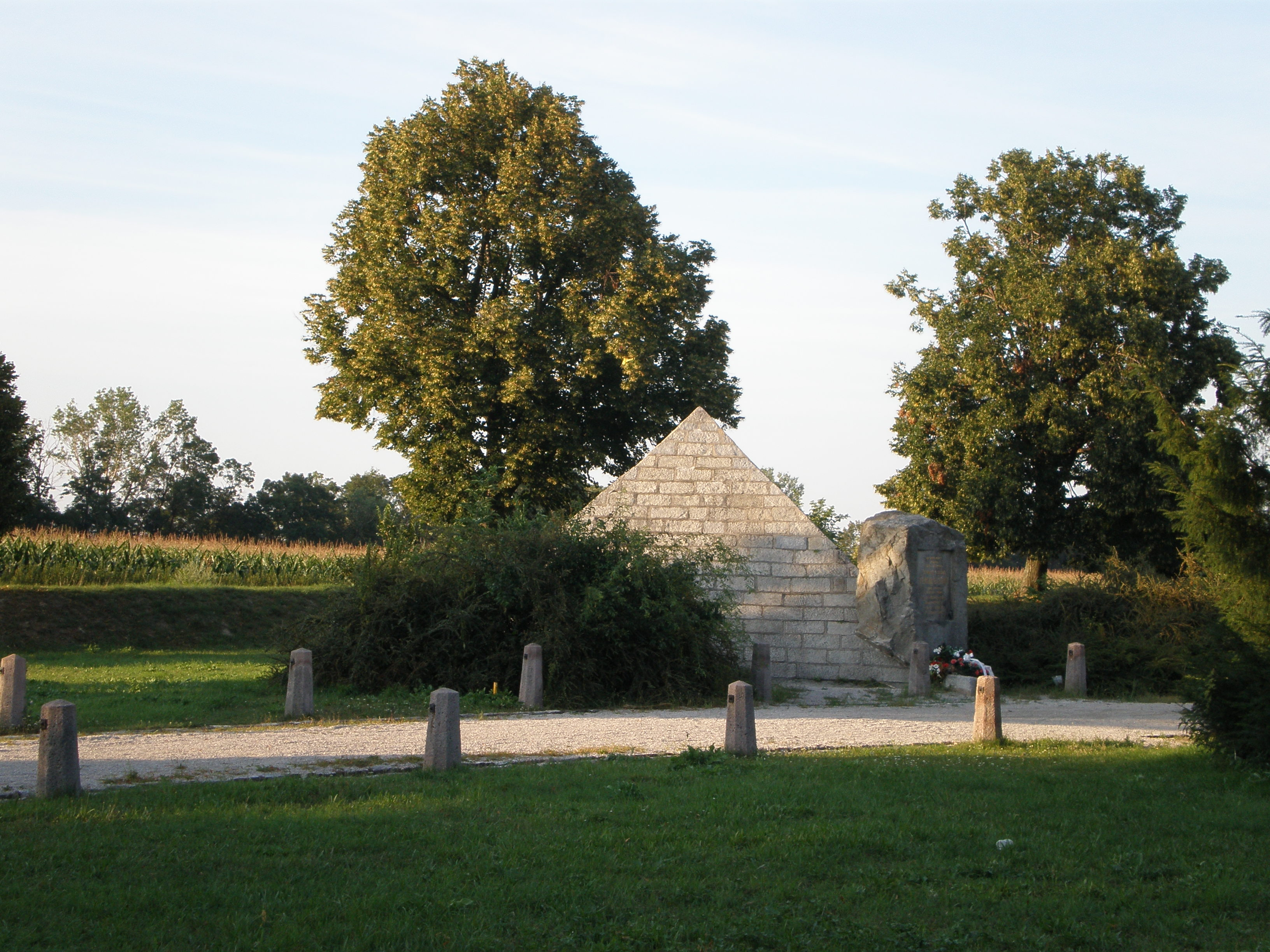
Denkmal an Milan Rastislav Štefánik

- römisch-katholische Kirche im Barockstil aus den Jahren 1770–1772
- Kapelle im klassizistischen Stil aus der ersten Hälfte des 19. Jahrhunderts
- Schloss des Geschlechts Grassalkovich aus dem dritten Viertel des 18. Jahrhunderts. Der ursprünglich im Rokokostil errichtete Bau kam 1842 in den Besitz des serbischen Fürsten Mihailo Obrenović und er behielt es bis 1858. Das Geschlecht Hunyadi ließ Anfang des 20. Jahrhunderts das Schloss im Stil der Neogotik und im Secessionsstil umbauen. 1943 erwarben die Jesuiten das Gebäude und nutzten es als Studentenheim für Schüler am Jesuitengymnasium in Bratislava. 1948 wurde das Schloss nationalisiert, nach 1989 aber den Jesuiten zurückgegeben.
- Denkmal an Milan Rastislav Štefánik an der Unglücksstelle (streng genommen liegt es auf dem Gemeindegebiet von Most pri Bratislave)

## Verkehr
Nahe Ivanka pri Dunaji passiert die Nationalstraße I/61 von Bratislava nach Senec. Durch das bebaute Ortsgebiet verlaufen die Landstraße III/1041 (von der I/61 nach Zálesie und Malinovo) und die davon abzweigende Straße III/1048 ostwärts nach Bernolákovo. Nördlich des Ortes verläuft die Autobahn D1 mit den Anschlussstellen Bratislava–Zlaté piesky und Bernolákovo, außerdem die Stadtring-Autobahn D4 mit dem Autobahnknoten Bratislava-východ und der gleichnamigen Anschlussstelle.
Der Ort hat einen Eisenbahn-Haltepunkt an der Bahnstrecke Bratislava–Budapest, mit regelmäßigen S-Bahn-Verbindungen im Verkehrsverbund IDS BK Richtung Bratislava und Galanta:d des Weiteren wird die Gemeinde durch Regionalbuslinien bedient. Unmittelbar westlich und südwestlich liegt der Flughafen Bratislava mit einem Teil der Landebahn 22 auf dem Gemeindegebiet.